# Gare de Caudéran - Mérignac
La gare de Caudéran - Mérignac est une gare ferroviaire française située sur la commune de Bordeaux (quartier Caudéran), juste à la limite avec Mérignac (département de la Gironde).

## Situation ferroviaire
Elle est située au point kilométrique 9,323 de la Ceinture de Bordeaux, à 30 m d'altitude.

## Fréquentation
De 2015 à 2023, selon les estimations de la SNCF, la fréquentation annuelle de la gare s'élève aux nombres indiqués dans le tableau ci-dessous :
| Année                           | 2015   | 2016   | 2017   | 2018   | 2019   | 2020   | 2021   | 2022   | 2023   |
| ------------------------------- | ------ | ------ | ------ | ------ | ------ | ------ | ------ | ------ | ------ |
| Voyageurs seuls                 | 47 128 | 40 743 | 60 107 | 55 965 | 72 314 | 38 370 | 47 306 | 51 415 | 51 052 |
| Voyageurs seuls + non voyageurs | 55 445 | 47 933 | 70 714 | 65 841 | 85 075 | 45 141 | 55 654 | 60 489 | 60 061 |

## Service des voyageurs

### Desserte
Caudéran - Mérignac est desservie par les trains TER Nouvelle-Aquitaine de la ligne 33 qui circulent entre Bordeaux-Saint-Jean ou Pessac et Macau. Au-delà de Macau, la plupart des trains continuent vers ou sont en provenance de Lesparre, Le Verdon et même de La Pointe-de-Grave en juillet et août.

### Intermodalité
La gare est desservie à distance par trois lignes de bus TBM : La ligne 1 à l'arrêt Bourranville, la ligne 73 à l'arrêt gare de Caudéran et la ligne 16 à l'arrêt Montesquieu.
La gare se situe à moins d'1,5 km du centre-ville de Mérignac (église et station de tram, ligne A), joignable par l'Avenue de Verdun, située à 100 m au sud de la gare.